# Павлин (консул 277 г.)
Вижте пояснителната страница за други личности с името Павлин.
Павлин (на латински: Paulinus) е политик и сенатор на Римската империя през 3 век.

## Биография
Вероятно е син на Секст Кокцей Аниций Фауст Павлин, проконсул на Африка между 264 и 268 г. и брат на консула от 298 г. Марк Юний Цезоний Никомах Аниций Фауст Павлин.
През 277 г. Павлин е консул заедно с император Проб.